# Biến dị Soma
Biến dị Soma (biến dị dòng vô tính) là biến dị nhìn thấy ở thực vật được tạo ra từ nuôi cấy mô thực vật. Sắp xếp lại nhiễm sắc thể là một nguồn quan trọng của biến dị này. Thuật ngữ dòng vô tính là một hiện tượng phân loại rộng, được báo cáo cho các loài có mức độ khác nhau, và trong giao phối cùng giống và đồng huyết của thực vật và hạt giống thuộc cây canh tác và không canh tác. Đặc tính bị ảnh hưởng bao gồm cả đặc điểm định tính và định lượng.
Biến dị Soma không bị hạn chế, nhưng đặc biệt phổ biến ở thực vật được tái sinh từ mô sẹo. Các biến dị có thể là kiểu gen hoặc kiểu hình, trong trường hợp sau có thể là di truyền hoặc biểu sinh có nguồn gốc. Biến đổi gen điển hình là: sự thay đổi về số lượng nhiễm sắc thể (thể đa bội và thể dị bội), cấu trúc nhiễm sắc thể (chuyển đoạn, xóa, chèn và trùng lặp) và trình tự DNA (đột biến cơ sở). Một sự kiện liên quan đến biểu sinh điển hình là methyl hóa gen.
Nếu không có thay đổi về thị giác, hình thái rõ ràng, các quy trình sàng lọc thực vật khác phải được áp dụng. Có cả lợi ích và bất lợi đối với biến dị soma. Hiện tượng biến đổi cao ở các cá thể từ nuôi cấy tế bào thực vật hoặc chồi tự sinh đã được đặt tên là biến dị soma.

## Ưu, nhược điểm

### Ưu điểm
Lợi ích chính của biến dị soma là cải thiện cây trồng / mùa vụ. Biến dị Soma dẫn đến việc tạo ra sự biến đổi di truyền bổ sung. Đặc điểm mà biến dị soma có thể được làm giàu trong nuôi cấy in vitro bao gồm khả năng kháng bệnh pathotoxins, thuốc diệt cỏ, nồng độ muối cao, độc tính khoáng sản và khả năng chịu áp lực môi trường hoặc hóa học, cũng như để tăng sản xuất chất chuyển hóa thứ cấp.
Đây cũng là 1 điều kiện thích hợp để nhân giống các loài mới.

### Nhược điểm
Một nhược điểm nghiêm trọng của biến dị soma xảy ra trong các hoạt động đòi hỏi sự đồng nhất vô tính, như trong ngành trồng trọt và lâm nghiệp nơi nuôi cấy mô được sử dụng để nhân giống nhanh chóng các kiểu gen ưu tú.
- Đôi khi dẫn đến kết quả không mong muốn
- Các biến dị được chọn là ngẫu nhiên và không ổn định về mặt di truyền
- Yêu cầu thử nghiệm rộng rãi và mở rộng
- Không phù hợp với các đặc điểm nông học phức tạp như năng suất, chất lượng, v.v.
- Có thể phát triển các biến dị với hiệu ứng nhiều tính trạng.

## Giảm biến dị Soma
Các bước khác nhau có thể được sử dụng để giảm sự biến dị soma. Người ta biết rằng việc tăng số lượng nuôi cấy thứ cấp làm tăng khả năng biến dị soma, do đó, số lượng nuôi cấy trong các giao thức vi nhân giống nên được giữ ở mức tối thiểu. Tái khởi động thường xuyên các bản sao từ các mô cấy mới có thể làm giảm sự thay đổi theo thời gian. Một cách khác để giảm biến dị soma là tránh 2,4-D trong môi trường nuôi cấy, vì hormone này được biết đến là gây ra biến dị. Thủy tinh hóa, thường được gọi là hyperhydricity trong thế giới nuôi cấy mô, có thể là một vấn đề ở một số loài. Hyperhydricity là một dị tật sinh lý dẫn đến quá trình hydrat hóa quá mức, độ hóa thấp, chức năng khí khổng bị suy giảm và giảm độ bền cơ học của các thực vật nuôi cấy mô. Trong trường hợp cây rừng, cây ưu tú trưởng thành có thể được xác định và nhân bản nhanh chóng bằng kỹ thuật này.
Chi phí sản xuất cao đã hạn chế việc áp dụng kỹ thuật này vào các loại cây cảnh có giá trị lớn và một số cây ăn quả.